# Тасей
Тасе́й (рос. Тасей) — село у складі Читинського району Забайкальського краю, Росія. Входить до складу Арахлейського сільського поселення.
Стара назва — Кур'я.

## Населення
Населення — 107 осіб (2010; 70 у 2002).
Національний склад (станом на 2002 рік):
- росіяни — 52 %
- буряти — 47 %